# U Hamrů
U Hamrů je přírodní památka poblíž obce Štěpánov nad Svratkou v okrese Žďár nad Sázavou v nadmořské výšce 360–450 metrů. Oblast spravuje Krajský úřad Kraje Vysočina. Důvodem ochrany je uchování druhově bohatých travobylinných společenstev s xerotermní vegetací a výskytem zvláště chráněného druhu vemeníku dvoulistého (Platanthera bifolia) a hořce křížatého (Gentiana cruciata).

## Fotogalerie

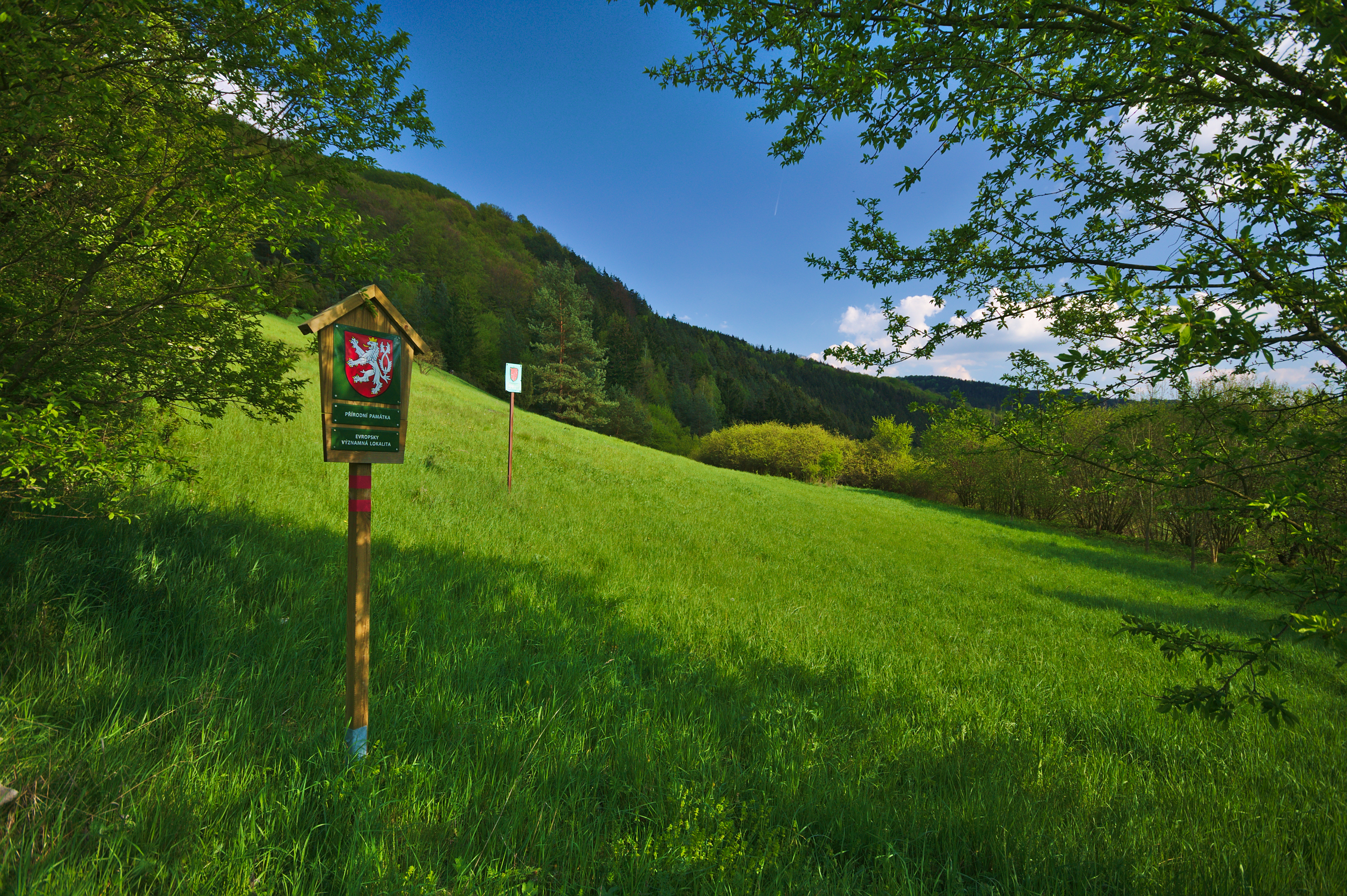
Tabule značící hranice PP
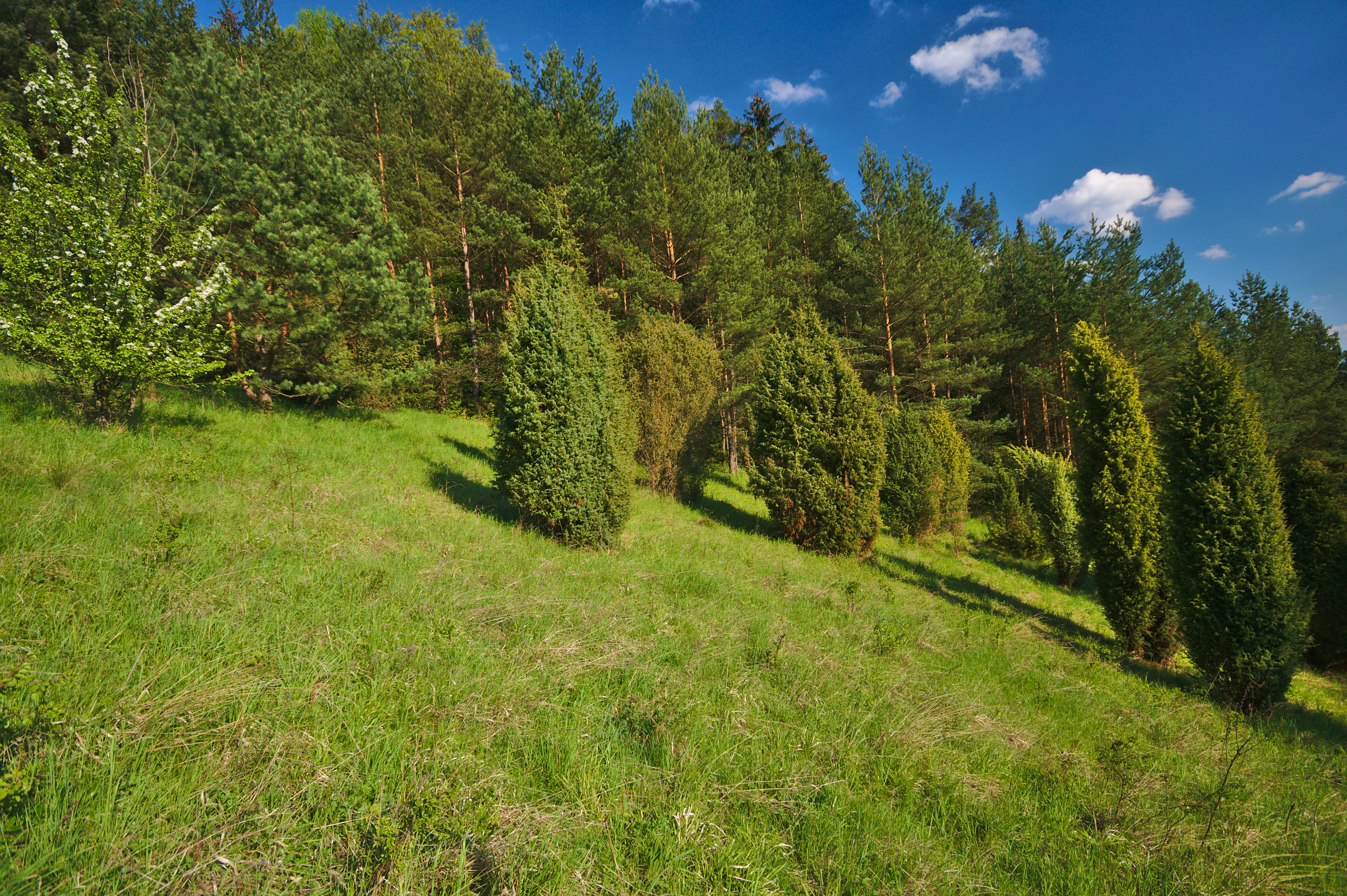
Jalovce
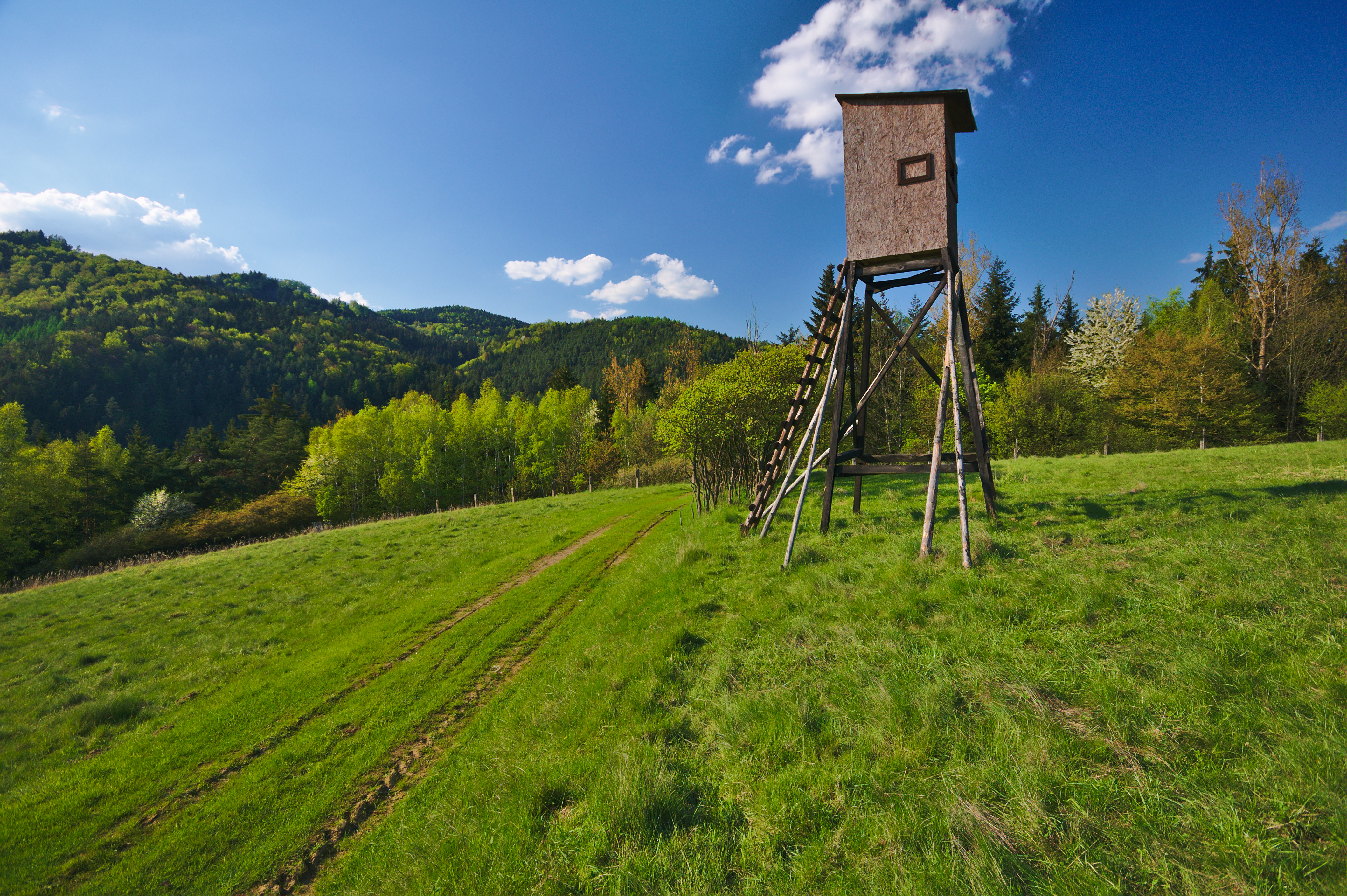
Posed v oboře Borovec
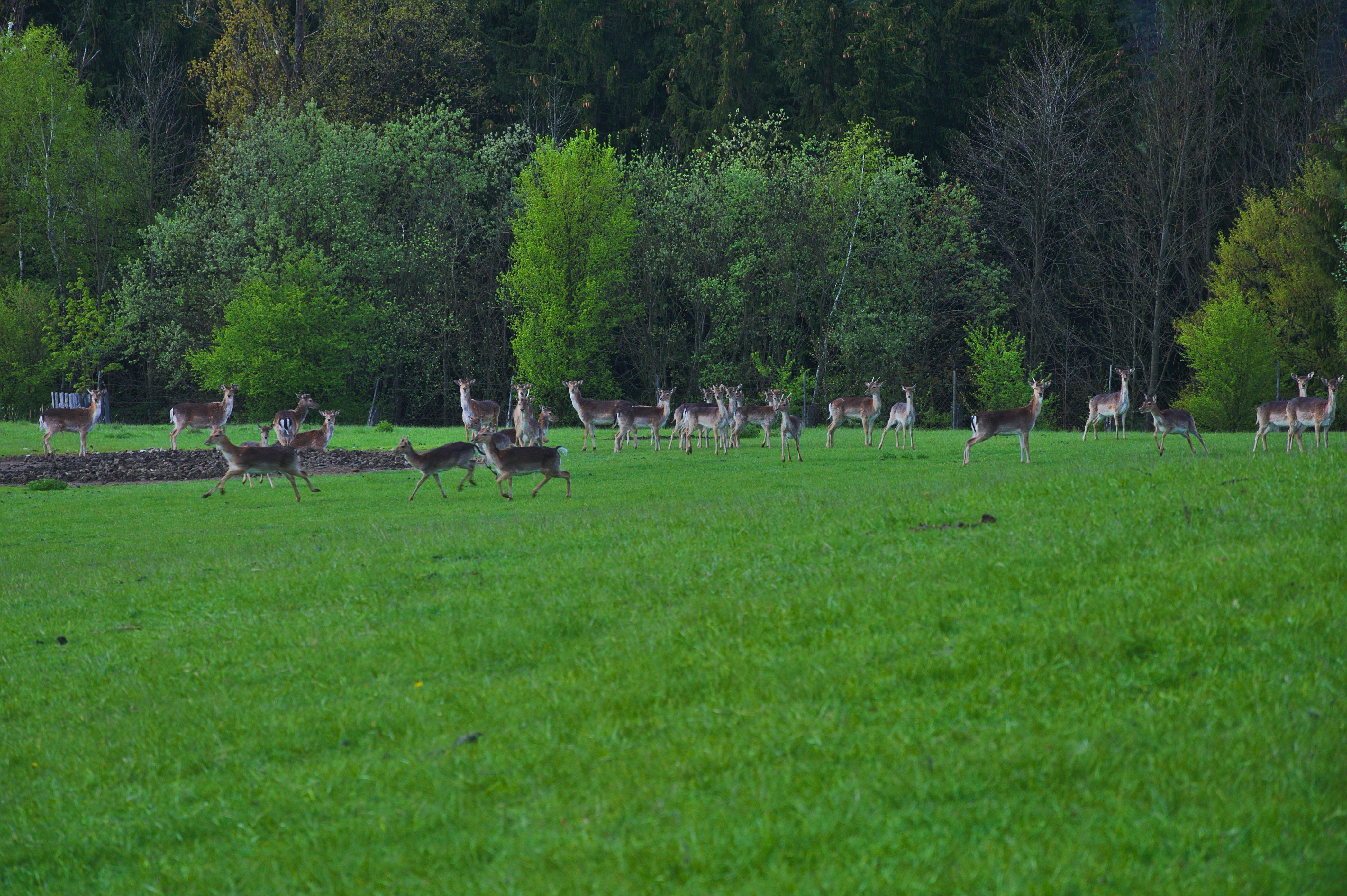
Dančí stádo
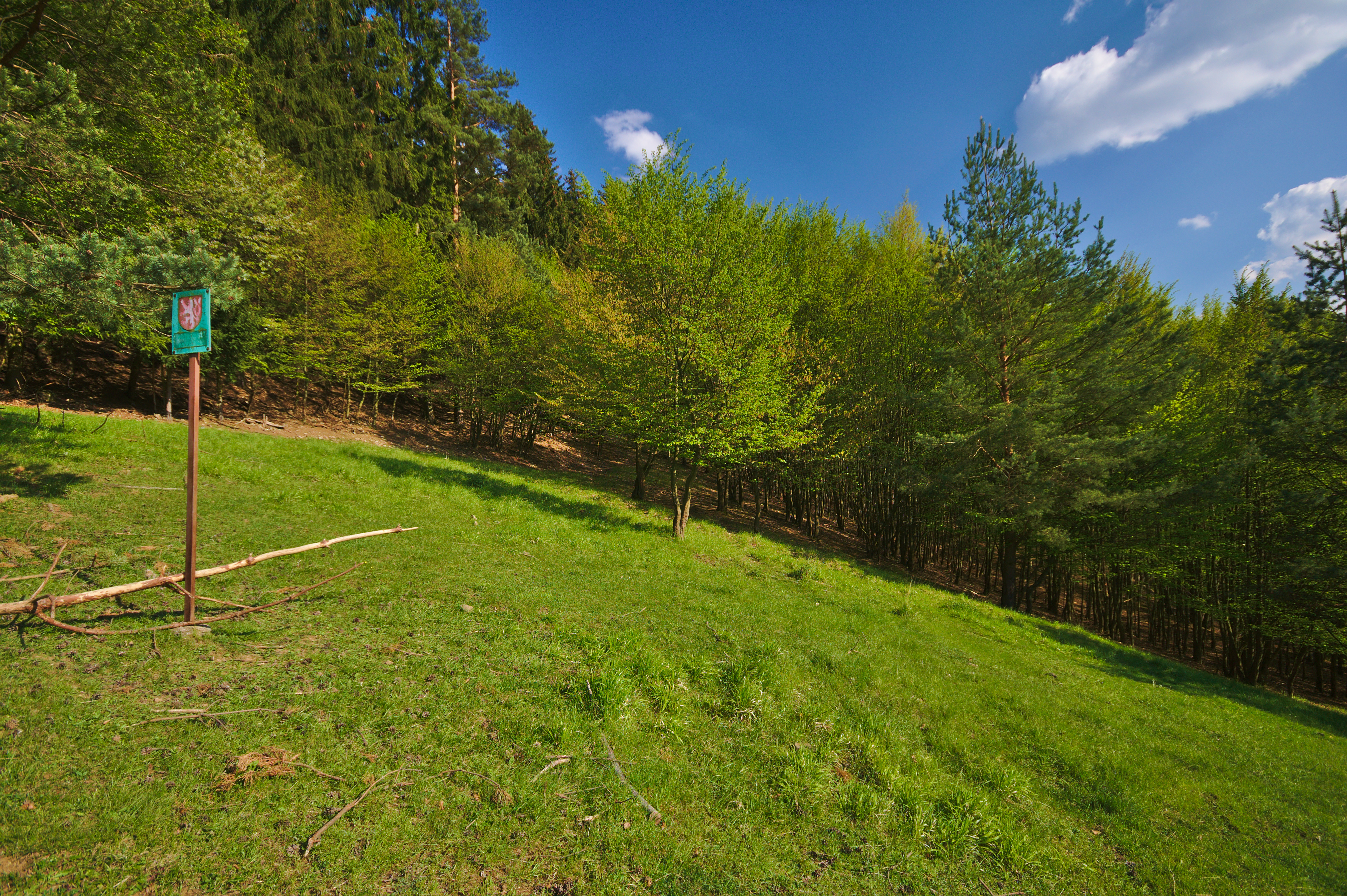
Stará tabule
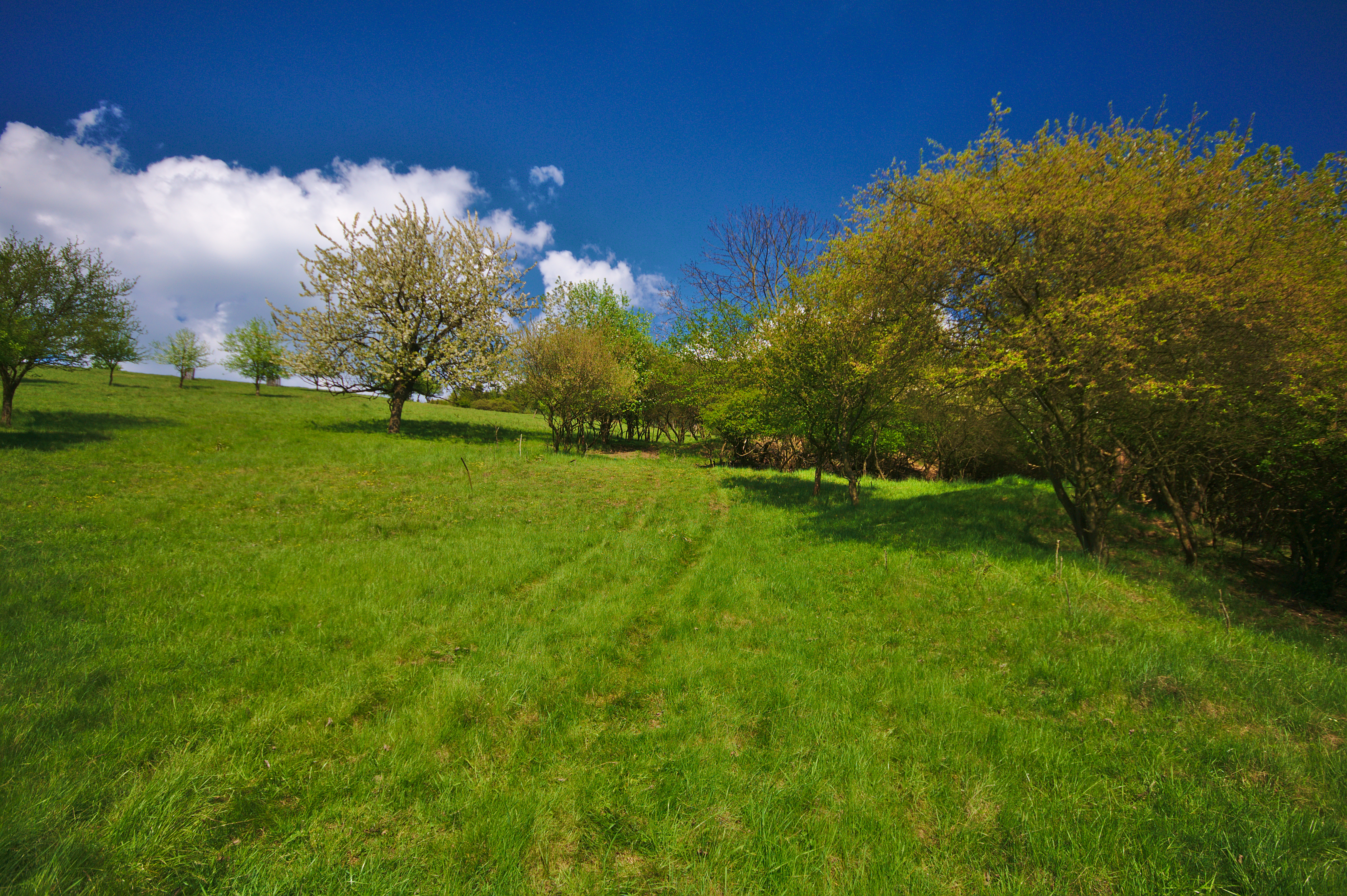
Západní svah
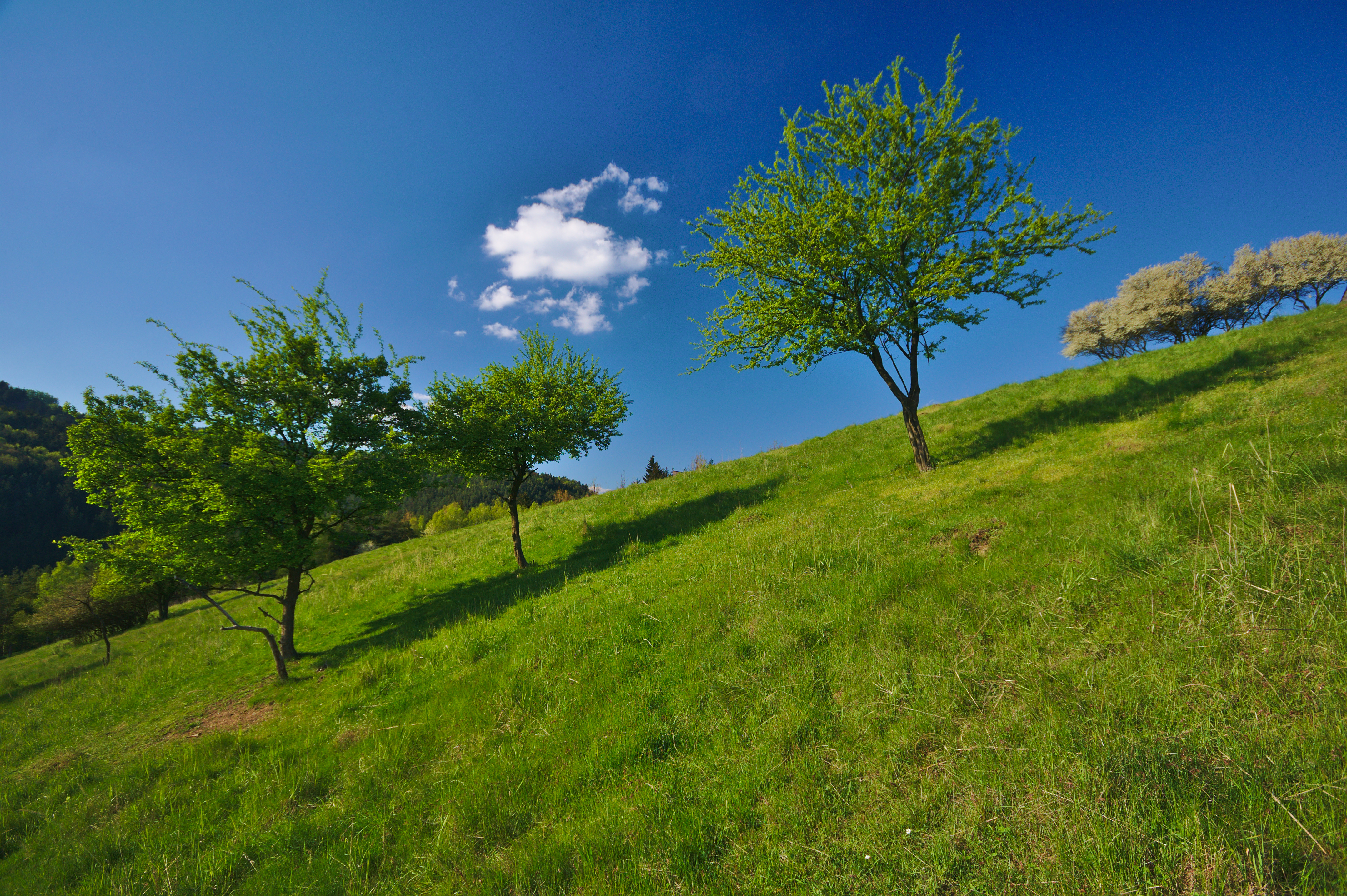
Střední část